# Ooooh !
Ooooh ! est une revue humoristique de petit format de l'éditeur Aventures & Voyages qui a eu cinq numéros tout en couleurs d'août 1969 à août 1970. Le matériel publié fut assez disparate allant de Capt'ain Vir-de-Bord de Michel-Paul Giroud à Tico de Benito Jacovitti en passant par Larry Tournel de Leo Baxendale. Le point commun étant un ton humoristique destiné aux enfants.

## Les séries
- Capt'ain Vir-de-Bor (Michel-Paul Giroud)
- Jimmy Banana : N° 3
- Larry Tournel (Leo Baxendale puis Mike Brown)
- Tico (Benito Jacovitti)
- Tom Patapom (Leone Cimpellin)